# 郵便認証司
郵便認証司（ゆうびんにんしょうし）とは、内容証明・特別送達とする書留郵便物の認証業務を行うために必要となる国家資格である。

## 概要
2007年10月1日に実施された郵政民営化により、前日にあたる同年9月30日まで「公務員」であった郵便職員がすべて会社員になった。しかし、内容証明・特別送達郵便物の認証は、それぞれ法律によって公務員のみに限られていたことから、従来からの信用性を確保するため、「郵便認証司」という国家資格を新たに設けることとなった。なお、郵便認証司並びに、内容証明及び特別送達の配達担当者には、みなし公務員規定が適用される。
郵便認証司の職務は、郵便法第58条各号により、内容証明及び特別送達の取扱いに係る認証を行なうこととされている。
郵便認証司は郵便法第59条の規定により、認証事務に関し必要な知識及び能力を有する日本郵便株式会社の使用人の中から、日本郵便の推薦に基づいて総務大臣が任命する。任命された者は総務大臣から任命書が交付される。推薦に際して試験などは実施されず、経歴・研修の受講歴などから推薦者名簿に登載される。
実際には業務に必要とされる社員に対して、日本郵便の各郵便局による判断で必要に応じて推薦者名簿に登載される。推薦対象者は、日本郵便の郵便局長（民営化以前の特定郵便局長、普通郵便局長）、郵便部長、集配営業部長、窓口営業部長、総括課長、課長、課長代理、主任や一般社員などであるとされる。契約社員は含まれない。

また、同法第60条には欠格条項があり、以下のいずれかに該当する者は郵便認証司になることができず、現に任命されている者が該当すれば、同法第61条の規定により失職する。なお成年被後見人又は被保佐人を欠格条項とする規定については、令和元年6月14日に公布された「成年被後見人等の権利の制限に係る措置の適正化等を図るための関係法律の整備に関する法律」によって削除され、心身の故障等の状況を個別的、実質的に審査し、必要な能力の有無を判断することとなった。
1. 郵便法、日本郵政株式会社法、日本郵便株式会社法、郵便切手類販売所等に関する法律、簡易郵便局法、お年玉付郵便葉書等に関する法律、郵便物運送委託法、郵便切手類模造等取締法又は民間事業者による信書の送達に関する法律の各法に違反し、刑に処せられ、その執行を終わり、又は執行を受けることがなくなった日から2年を経過しない者
2. 禁錮以上の刑に処せられ、その執行を終わるまで又はその執行を受けることがなくなるまでの者
3. 国家公務員法又は地方公務員法の規定により懲戒免職の処分を受け、当該処分の日から2年を経過しない者
4. 第66条（監督命令違反のほか、職務上の義務に違反し、又は職務を怠った）の規定により懲戒免職の処分を受け、当該処分の日から2年を経過しない者

加えて、郵便法第62条の規定により、会社の使用人でなくなった場合、心身の故障により認証事務を適正に行うことができない者として総務省令で定めるものに該当すると認められる場合には罷免され、同法第63条の規定により、公職や営利団体の役員、自営事業との兼業について制限が設けられている。
認証に於いて、窓口で引受の取り扱いを行う社員が郵便認証司の有資格者であっても、当該社員単独で自己認証されることはない。理由は、内容証明を確定日付がある証書とし、第三者対抗要件を具備出来るようにするため、郵便認証司の有資格者による認証が必要となるためである。また、有資格者であっても、部長職以上の管理職は原則として認証業務を行なわない。これは、課長職以下の認証業務の確認の際に職印を押印する必要があり、書類上の重複を避けるためである。
この資格を設ける際、名称をめぐって当時の郵政民営化担当大臣であった竹中平蔵と、当時の総務大臣であった麻生太郎の両者が対立した。竹中が率いる郵政民営化準備室は「郵便認証士」にする方向で準備を進めてきたのに対し、麻生は特定郵便局長らに配慮して「郵便司」にするよう提案した。その後、両者の案をどちらも取り入れた「郵便認証司」となった。

## 取扱いの誤りについて
民営化直後の2007年10月24日、郵便事業は多数の認証すべき郵便物において取扱いの誤りがあったことを公表した。このことに関し、総務省より善後策を講ずることおよび再発防止の対策を取るよう指導された。
内容証明においては、証明文の漏れ・認証司の印章漏れ（私印を用いた等）・保管用謄本への認証司の署名又は記名押印の漏れ、特別送達においては、送達報告書への認証文の記載漏れ・認証司の所属事業所の記載誤りなどがあった。